# Interestatal 35
Interstate 35 es una autopista en los Estados Unidos. Conecta Laredo (Texas) a la frontera de los Estados Unidos y Canadá a Duluth (Minnesota). Tiene una longitud de 1 565 millas (2 518 km), por lo que es la tercera autopista norte-sur más larga del país.

## Largo

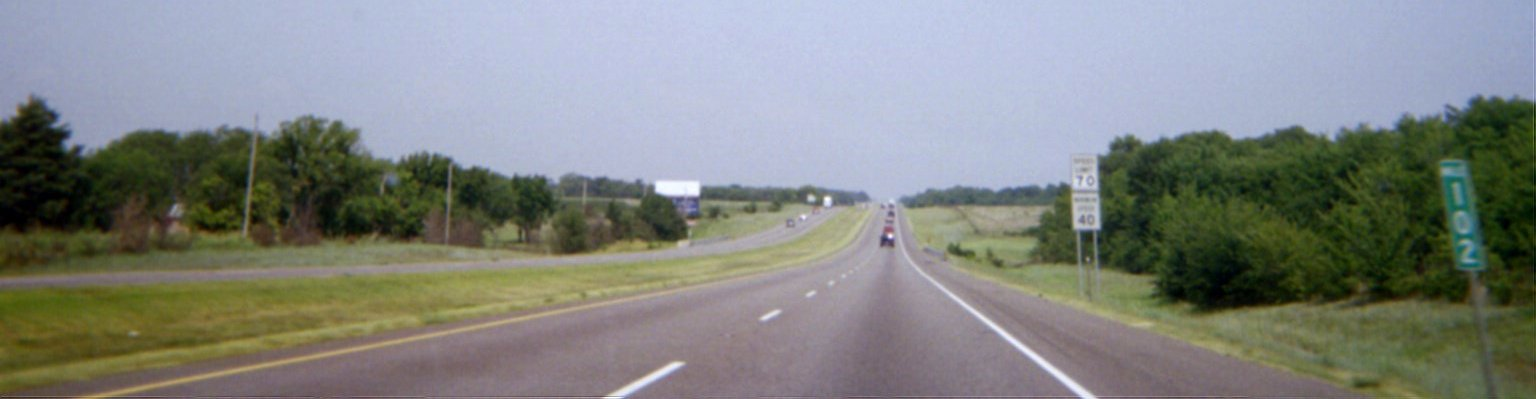
Interestatal 35 en Goldsby (Oklahoma).

| Millas | km   | Estado    |  |
|        |      |           |  |
| 505    | 813  | Texas     |  |
| 235    | 378  | Oklahoma  |  |
| 234    | 377  | Kansas    |  |
| 114    | 183  | Misuri    |  |
| 218    | 351  | Iowa      |  |
| 259    | 416  | Minnesota |  |
|        |      |           |  |
| 1565   | 2518 | Total     |  |

## Ciudades importantes
Ciudades en negrita utilizado en letreros.
- Laredo
- San Antonio
- Austin
- Waco
- Dallas (por la Interestatal 35E)
- Fort Worth (por Interestatal 35W)
- Denton
- Norman
- Oklahoma City
- Wichita
- Kansas City (Kansas)
- Kansas City (Misuri)
- Des Moines
- Ames
- Mason City
- Albert Lea (Minnesota)
- Saint Paul (por la Interestatal 35E)
- Mineápolis (por la Interestatal 35W)
- Duluth

## Cruces con otras Interestatales (de sur a norte)
- Interestatal 69W en Laredo
- Interestatal 10 en San Antonio
- Interestatal 37 en San Antonio

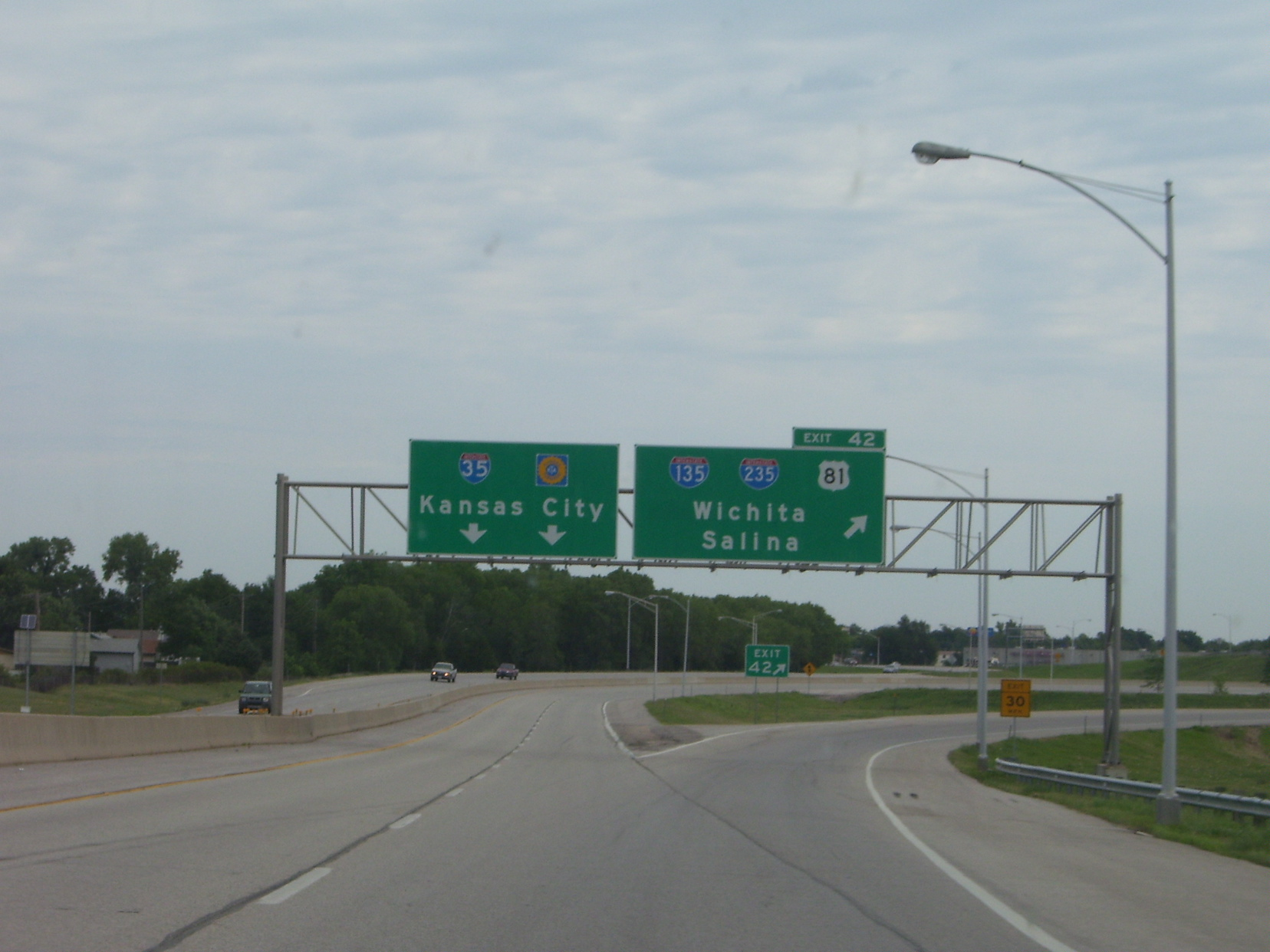
Salida 42 de la Kansas Turnpike.

- Interestatal 14 de Belton a Temple
- La Interestatal 35 se bifurcarse en la I-35E y la I-35W en Hillsboro (Texas)
- Interestatal 20 en Dallas y en Fort Worth
- Interestatal 30 en Dallas y en Fort Worth
- Interestatal 45 en Dallas (vía I-30 en el "Mixmaster")
- La I-35E y la I-35W se unen en Denton
- Interestatal 40 en Oklahoma City
- Interestatal 44 en Oklahoma City
- Interestatal 70 en Kansas City (Misuri)
- Interestatal 29 en Kansas City (Misuri)
- Interestatal 80 en Des Moines
- Interestatal 90 en Albert Lea (Minnesota)
- La Interestatal 35 se bifurcarse en la I-35E y la I-35W en Burnsville (Minnesota)
- Interestatal 94 en Mineápolis y en Saint Paul (Minnesota)
- La I-35E y la I-35W se unen en Forest Lake

## Espuelas de la autopista
- Dallas - I-635
- Oklahoma City - I-235
- Wichita - I-235
- Espuela a Wichita y Salina - I-135
- Espuela a Topeka - I-335 (parte del Kansas Turnpike)
- Kansas City - I-435, I-635
- Des Moines - I-235
- Duluth a Superior (Wisconsin) - I-535